# Немезис (Resident Evil)
Немезис (англ. Nemesis, от имени богини возмездия Немезиды), также известный как Pursuer или Chaser (яп. 追跡者 Цуйсэкися, Преследователь) — персонаж франшизы Resident Evil. Антагонист видеоигр Resident Evil 3: Nemesis (1999), Resident Evil: The Umbrella Chronicles (2007), Resident Evil: Operation Raccoon City (2012) и Resident Evil 3 (2020), а также фильма «Обитель зла 2: Апокалипсис» (2004).
Появление Немезиса в игре получило положительный отклик, и он стал рассматриваться как один из самых популярных персонажей серии. Некоторые издания оценили его роль как пугающего злодея, в то время как другие отметили его как одного из своих любимых и самых страшных монстров в видеоиграх. Широкая общественность также высоко оценила персонажа, как одного из своих любимых злодеев.

## Концепция и дизайн
Появившийся в Resident Evil 3, Немезис был создан в рамках концепции «огромного, непреодолимого монстра, который мог бы использовать оружие и […] интеллектуально отслеживать местонахождение, где бы то ни было». Много различных вариантов было рассмотрено во время разработки, хотя некоторые элементы оставались неизменными. Среди них повреждения поверхности кожи, а также различные варианты одежды, такие как защитный жилет вместо пальто или внутренности, находящиеся снаружи, как у Тирана из первой Resident Evil.
В истории серии, Немезис является результатом заражения Тирана паразитом «Немезис», основанном на повышении своего интеллекта. При заражении паразитом, он берет на себя управление нервной системой Тирана, образуя свой мозг и позволяет ему следовать точным инструкциям, и принимать решения без необходимости постоянного направления. Немезис одет в чёрные брюки, пальто, сапоги и перчатки, вооружен ракетной установкой, которую он держит в своей левой руке. Чтобы подчеркнуть его дизайн в качестве прототипа монстра, разработчики игры оставили его без мышц на его теле, и добавили стежки, чтобы закрыть правый глаз.
Паразит даёт Немезису повышенные регенеративные способности, что приводит к повреждению кожи и появлению дополнительных щупалец, а также непредсказуемые мутации впоследствии дальнейших нападений. В Resident Evil 3, инстинкты выживания в конце концов заставили Немезиса «перепрограммироваться», в результате чего тело хозяина отказалось от паразитов и превратилось в гигантский орган пищеварения. Благодаря большому центральному выступу костей и удлинённым щупальцам, он ползает в поисках добычи, но продолжает попытки завершить свою миссию, несмотря на его уменьшенный интеллект. Этот персонаж оказался самым сложным для команды разработчиков игры: они старались сделать так, чтобы он выглядел как уникальный монстр, насколько это возможно.
Главной миссией Немезиса является полное уничтожение членов отряда «S.T.A.R.S.», что ему практически удаётся. В игре он постоянно повторяет одну и ту же фразу: «S.T.A.R.S.».

## Появления

### В компьютерных играх
Немезис, названный в честь богини возмездия из греческой мифологии, впервые появляется в третьей части франшизы, названной в честь него. Персонаж является продуктом многолетних исследований и создан корпорацией Umbrella. Его цель — поиск и убийство членов полицейской команды «S.T.A.R.S.» и содействие карательному отряду «U.B.S.S» «Омега». Главная героиня игры, Джилл Валентайн и её товарищ Карлос Оливейра впервые сталкиваются с Немезисом у входа в здание полиции Раккун-сити, где он убивает Брэда Викерса, а затем начинает преследовать Джилл.
Немезис продолжает преследовать Джилл на протяжении всей игры, атакуя сначала ударами и захватами, а если вооружен гранатомётом, то будет атаковать с помощью него. После потери своего пальто (в результате тяжёлого повреждения), Немезис мутирует и приобретает возможность атаковать длинными, расширяемыми щупальцами. Несмотря на полученные сильные повреждения (вплоть до потери своей головы) и обливание кислотой, Немезис продолжает преследование героини. Он появляется под конец игры, убивает Тирана (оторвал ему голову и съел), который напал на Джилл и Карлоса, после чего видоизменяется в гораздо большего монстра, получая возможность изрыгать яд. Невероятными усилиями Джилл побеждает Немезиса, убивая из его же гранатомёта.
Немезис также появляется в игре Resident Evil Survivor 2 Code: Veronica, где гоняется за игроком. И если игрок не в состоянии пройти уровень, то Немезис его догонит и немедленно убьёт. Также Немезис может появиться как секретный босс, вооружённый гранатомётом. Немезис возвращается в качестве босса в Resident Evil: Umbrella Chronicles, где преследует Джилл — точно также, как в оригинальной игре.
Немезис также появляется в Resident Evil: Operation Raccoon City. В игре программирование Немезиса повреждено и «U.B.S.S.» дают ему задание найти паразита, чтобы восстановить его. Как только паразит найден, игроки должны победить Немезиса. Сразу после завершения миссии, Немезис просыпается, чтобы найти свой гранатомёт и произносит свою знаменитую фразу «S.T.A.R.S.». За основу в игре был взят облик персонажа из фильма «Обитель зла 2: Апокалипсис».
Немезис также встречается в других играх вне игровой серии Resident Evil. Вместе с Джилл, Немезис также участвует в другой игре от Capcom, Under the Skin. Здесь он также появляется в качестве босса. Карты с изображением Немезиса появляются в SVC: Card Fighters' Clash 2 Expand Edition для Nintendo DS. В интервью продюсер игры Marvel vs. Capcom 3: Fate of Two Worlds Рюута Ниицусима заявил, что хотел использовать Немезиса в качестве «монстра» из серии Resident Evil, но персонажа не включили в игру из-за рейтинга ESRB. Тем не менее он кратко появился в концовке Халка. Однако, несмотря на первоначальные опасения о его включении в игру, Немезис всё же появляется как играбельный персонаж в обновленной версии Marvel vs. Capcom 3: Fate of Two Worlds, Ultimate Marvel vs. Capcom 3.
В июне 2021 года Немезис, вместе с Леоном Кеннеди и Джилл Валентайн, появился в игре Dead by Daylight в новой главе Resident Evil. Вместе с ними была добавлена карта «Полицейский участок Раккун-Сити». Помимо этого, в качестве скинов на Леона и Джилл были добавлены Крис и Клэр Редфилд.

### В кино

Немезис, каким он показан в фильме.

Немезис показан в фильме 2004 года Обитель зла 2: Апокалипсис, его играл Мэттью Тейлор. Облик персонажа остался относительно неизменённым, размахивая ракетницей и в такой же одежде, как в игре, но с добавлением предплечья, пистолета, и минигана. Режиссёр Пол Андерсон отметил, что помимо пистолета, был вдохновлён идеей Немезиса «ходить с гигантским, мощным оружием в каждой руке и почти нерешительно думать, какую из них использовать». Костюм Немезиса был создан фирмами Kropserkel и PJFX Studios, с ростом около 7 футов и 3 дюймов (2,21 метра) и весом почти 100 фунтов (45 кг). После завершения создания фильма, костюм был восстановлен и выставлен на обозрение в офисе Kropserkel.
В то время как облик Немезиса остался похожим, сам персонаж был расширен, теперь он изображается как трагический злодей. Ранее Мэтт Эдисон, переживший события первого фильма, был заражен Т-вирусом после того, как был поцарапан Лизуном, а затем был захвачен корпорацией Umbrella для экспериментов, из-за которых он превратился в Немезиса. Он послан, чтобы убить оставшихся в живых членов «S.T.A.R.S.», но вспоминает свою человеческую сущность после боя с Элис, и к концу фильма борется вместе с героями. Немезис, в конце концов был завален под вертолётом, и позже убит ядерным взрывом, который разрушает Раккун-сити.

### В комиксах

В отличие от фильма, литературное описание персонажа сохранило его роль в качестве антагониста.

Немезис появился в 1999 году в манге-адаптации Resident Evil 3. 27-выпуск манги рассказывает предысторию о происхождении Немезиса, показывая заражение и внедрение в исходного Тирана паразита «Немезис». В манге Немезис сохранил оба глаза изначально, потеряв правый глаз и получив черепную скобу только после встречи с Джилл.. Персонажи из Resident Evil 2 также появляются в сюжетной линии.
В 2000 году издательство Simon & Schuster выпустило новеллизацию Resident Evil 3, написанную Стефани Перри. Хотя новеллизация полностью адаптирует игру, здесь Немезис немедленно признаётся как изменённый Тиран. Также Немезис мутирует к последней истории.
Новеллизация фильма была выпущена в 2004 году, написанная Кетом Дэкандидо. В книге Мэтт и Немезис выступают в качестве отдельных личностей в одном теле. Мэтт, в конечном итоге, восстанавливает контроль после того, как его тело пронзил металлический осколок во время борьбы с Элис. Воспоминания Немезиса и эксперименты Umbrella над ним позже упоминаются в новеллизации Обитель зла 3: Вымирание, в которой антагонист доктор Айзекс считает Немезиса самым большим своим успехом и самой большой неудачей, ненавидя упоминания о нём и обвиняя Umbrella в испытаниях над своим созданием.

### В товарах
Немезис появляется на обложке Resident Evil 3, и упоминается в листовках для Resident Evil: Survivor 2. Capcom также выпустили товарную продукцию, связанную с персонажем, например, взрослую маску для Хэллоуина. Palisades выпустила фигурки с Немезисом и другими персонажами игры. Moby Dick выпустила свою собственную линию фигурок по Resident Evil, состоящую из пары экшен-фигурок (игрового персонажа с врагом). В серию входят первая и вторая форма Немезиса: первая показывает альтернативные головы и запуск ракеты. Каждый набор дополнительно включает в себя фигурку третьей формы Немезиса, размером 24 дюйма (60 см).

## Отзывы критиков
После выхода дебютной игры в 1999 году, Немезис стал одним из самых узнаваемых и популярных персонажей в серии Resident Evil. В передаче «Фильтр», выходившей на канале G4, зрители поставили Немезиса на пятое место в списке «Десятка видеоигровых злодеев всех времен». IGN отмечал, что у персонажа «есть много сюрпризов для вас, кроме всего быстрых ног и большой пушки». В другой статье сайт назвал Немезиса как одного из их любимых игровых монстров всех времён и народов, но чувствовал презрение в его презентации в фильме. Они также назвали его одним из лучших боссов серии, назвав его «самым страшным созданием Umbrella когда-либо», и сравнивали его с роботом-убийцей T-1000 из фильма Терминатор-2: Судный день, а позже вошёл в «Топ 100 видеоигр злодеев всех времен», поставив его на 59 место. 1UP.com назвал борьбу с Немезисом одним из «25 самых задирающих боёв босса за все время», назвав его «большим задирой».
GamePro поставили Немезиса на двадцать девятое место в списке «47 самых дьявольских игровых злодеев всех времён», а в статье «Десять неживых задир» от Electronic Gaming Monthly занял четвёртое место. GameSpot был в статье «Топ 10 игровых злодеев», разместив его на восьмое место и отмечая высокую популярность персонажа среди читателей и сравнивая его с Тираном. GameDaily назвали его как одним из любимых персонажей Capcom всех времён, и занял пятое место в списке «25 лучших страшных монстров из видео-игр».